# Landelijk Aktie Komitee Scholieren
Het Landelijk Aktie Komitee Scholieren (LAKS) is een Nederlandse belangenbehartiger van scholieren die op 7 april 1984 werd opgericht in Amsterdam door een aantal scholieren om de rechtspositie van scholieren in het voortgezet onderwijs te verbeteren. Op 3 december 1985 werd het actiecomité een rechtspersoon, toen de oprichtingsstatuten van de vereniging bij de notaris werden vastgesteld. Het Landelijk Aktie Komitee Scholieren was de eerste vereniging die volledig door minderjarigen is opgericht, wat een juridisch unicum opleverde.

## Leerlingenparticipatie
Leerlingenparticipatie is het speerpunt van het LAKS, naast acties voor de kwaliteit van het onderwijs. De vereniging houdt zich bezig met belangenbehartiging, en geeft sinds eind jaren 80 van de twintigste eeuw ook cursussen en trainingen aan leerlingen, bijvoorbeeld aan hen die in een medezeggenschapsraad (MR) of leerlingenraad zitten. Eens per seizoen houdt het LAKS een algemene ledenvergadering (ALV) waar de leden bijeen worden geroepen en belangrijke besluiten worden genomen. Ook draagt het LAKS zorg voor een groot aantal projecten. De meeste bekendheid krijgt het LAKS tijdens de examens vanwege een eindexamenklachtenlijn. Op deze manier heeft de vereniging in de loop der tijd een positie verworven als officiële gesprekspartner voor de overheid en andere partijen in het onderwijsveld. Dit resulteerde onder meer in de invoering in 1993 van het verplichte leerlingenstatuut op de middelbare scholen.
In november 2007 gaf Sywert van Lienden als LAKS-voorzitter leiding aan protestacties tegen de 1040-urennorm in het Nederlands voortgezet onderwijs. De gebezigde term "ophokplicht" veroorzaakte zowel hilariteit als begrip, en uiteindelijk werd de zaak opgelost.

## Vereniging van leerlingenraden
Het LAKS wordt vandaag de dag gevormd door leerlingenraden van middelbare scholen die lid kunnen worden van de vereniging. De vereniging kent een jaarlijks wisselend bestuur, dat na instemming op de Algemene Ledenvergadering (ALV) in het voorjaar, wordt geïnstalleerd op de zomer ALV. Het bestuur bestaat alleen maar uit scholieren, doorgaans 5 of 7. Buiten deze bestuursleden zijn vele scholieren actief bij de klachtenlijn, of diverse andere commissies. Verder zijn enkele beleids- en projectmedewerkers in dienst van het LAKS. Zij bemannen ook een klachten- en informatiecentrum (KIC), dat advies geeft over onderwijszaken. Dit informatiecentrum werd in maart 1987 officieel geopend aan de Prinsengracht 493 te Amsterdam, dat daar tot de eerste verhuizing in 1992 bleef gevestigd. Tot en met 2017 zat het LAKS aan de Westermarkt in Amsterdam. Het LAKS houdt sinds 2018 kantoor aan de Drieharingstraat te Utrecht.

## Eindexamenklachtenlijn
Sinds 1988 organiseert het LAKS ieder jaar in mei de Eindexamenklachtenlijn, waarmee de vereniging landelijke bekendheid heeft verworven. Scholieren die eindexamen doen, kunnen hier melding maken van organisatorische en inhoudelijke klachten. Het aantal klachten neemt jaarlijks toe, mede doordat klachten niet meer alleen telefonisch kunnen worden gemeld, maar ook via internet. Het record werd gevestigd in 2022: er werden toen meer dan 300.000 klachten geregistreerd.

## bestuurders

### Huidig Bestuur
| sinds | huidige functie | naam              |
| ----- | --------------- | ----------------- |
| 2024  | voorzitter      | Puk Donken        |
| 2024  | Penningmeester  | Jesse Bosker      |
| 2024  | Secretaris      | Meike Nijwening   |
| 2024  | Bestuurslid     | Frederick Visser  |
| 2024  | bestuurslid     | Fé Swets          |
| 2024  | bestuurslid     | Niels Marijnissen |
| 2024  | bestuurslid     | Hille Hoefakker   |

### Voormalig Bestuur(en)
| sinds | huidige functie | naam             |
| ----- | --------------- | ---------------- |
| 2022  | voorzitter      | Rafke Hagenaars  |
| 2023  | penningmeester  | Niels Schipper   |
| 2023  | Secretaris      | Emma Cai         |
| 2023  | Bestuurslid     | Dada Amoilafoe   |
| 2023  | bestuurslid     | Lelie van Haagen |
| 2023  | bestuurslid     | Jonas Meinderts  |
| 2023  | bestuurslid     | Kars Rademakers  |

### Lijst voorzitters
| Van  | Tot  | Naam                 |
| ---- | ---- | -------------------- |
| 2007 | 2008 | Sywert van Lienden   |
| 2008 | 2009 | Jelle Swaan          |
| 2009 | 2010 | Emiel Willms         |
| 2010 | 2011 | Steven de Jong       |
| 2011 | 2012 | Chanine Drijver      |
| 2012 | 2013 | Lotte Savelberg      |
| 2013 | 2014 | Remco Barendrecht    |
| 2014 | 2015 | Annelotte Lutterman  |
| 2015 | 2016 | Andrej Josic         |
| 2016 | 2017 | Sven Annen           |
| 2017 | 2018 | Anouk Gielen         |
| 2018 | 2019 | Jordy Klaas          |
| 2019 | 2020 | Pieter Lossie        |
| 2020 | 2021 | Nienke Luijckx       |
| 2021 | 2022 | Iben Maas            |
| 2022 | 2023 | Janouke van Meerveld |
| 2023 | 2024 | Rafke Hagenaars      |
| 2024 | 2025 | Puk Donken           |

### Bekende oud-bestuurders
- Lennart Booij
- Paul de Rook
- Sywert van Lienden
- Kauthar Bouchallikht